# Thea Beckman
Theodora Beckmann, született Petie, ismertebb nevén Thea Beckman (Rotterdam, 1923. július 23. – Bunnik, 2004. május 5.) holland gyermekkönyvíró.

## Életrajz
Beckman már fiatalon tudta, hogy író szeretne lenni. Tinédzserként számos történetet írt, és különféle zenéket hallgatott, a klasszikustól az izgalmas filmzenéig, attól függően, hogy épp milyen jelenetet írt.
Huszonévesen Beckman szociálpszichológiát tanult, és az Utrechti Egyetemre járt. Az 1929-es gazdasági válság következtében apja elveszítette állását, és Beckman örült, hogy sikerült befejeznie tanulmányait, különösen a második világháború után.
Íróként férje, Beckmann nevét kívánta álnévként használni. Kiadója sürgette, hogy változtassa meg Beckmanre, egyetlen n-nel, nehogy a neve túlságosan németül csengjen, figyelembe véve a második világháború utáni Németország negatív megítélését.
Beckman leginkább a Kruistocht in spijkerbroek (Keresztes hadjárat farmerban) című 1973-as, gyerekeknek szóló időutazásos regényéről ismert, amiért Gouden Griffel díjat kapott. A könyv 1212-ben játszódik, gyermekek keresztes hadjáratát írja le, és 2006-ban filmet is forgattak belőle. Figyelemre méltó a Kinderen van Moeder Aarde (Amazonkirályfi) című trilógiája is, amely egy posztapokaliptikus földet ábrázol, ahol a férfiak által vezetett társadalom katonái megszállják és megzavarják a nők által vezetett, újonnan létrejött grönlandi társadalmat. Bár a könyv feminista témákat tartalmaz, Beckman nem tekintette sajátjának a könyv ideológiáját, és kijelentette: "Az emberek kapzsiak, agresszívek és intoleránsak." Konkrétan kijelentette, hogy nem hiszi, hogy a matriarchátus társadalom jobban működne, mint a patriarchátus társadalom.
2004-ben, 80 évesen hunyt el Bunnikban, ismeretlen okból.

### Magánélet
1945-ben Thea feleségül ment Dirk Hendrik Beckmannhoz. Házasságukból három gyermek született, két fiú, Rien és Jerry, valamint egy lány, Marianne. Dirk Beckmann 1993-ban halt meg.
Thea Beckman nem volt vallásos, és úgy döntött, hogy nem fedi fel politikai irányultságát.

## Válogatott bibliográfia
Legismertebb regényei (zárójelben az eredeti megjelenés éve, illetve a magyar kiadás címe):
- Met Korilu de Griemel rond (1970) (későbbi címe Zwerftocht met Korilu; Zilveren Griffel díj, 1971)
- Kruistocht in spijkerbroek (Keresztes hadjárat farmerban; 1973; Gouden Griffel díj, 1974; európai díj a legjobb történelmi ifjúsági regénynek, 1974; film is készült 2006-ban)
- Mijn vader woont in Brazilië (1974)
- Geef me de ruimte (trilógia Anglia és Franciaország százéves háborújáról)
  - Geef me de ruimte (1976),
  - Triomf van de verschroeide aarde (1977)
  - Het rad van fortuin (1978)
- Stad in de storm (1979; Zilveren Griffel díj 1980) – Utrechtről a katasztrófa évében, 1672
- Wij zijn wegwerpkinderen (1980)
- De gouden dolk (1982) – a második keresztes hadjáratról, 1147–1149
- Hasse Simonsdochter (1983) – Jan van Schaffelaar feleségéről
- Wonderkinderen (1984) két különösen tehetséges gyermekről
- Kinderen van Moeder Aarde (Amazonkirályfi; futurisztikus regénytrilógia, amely tíz évszázaddal a harmadik világháború után játszódik, és leírja az utópisztikus Thule (Grönland, miután az éghajlatváltozás virágzóvá tette) és Baden (militarista európai nemzet) küzdelmét
  - Kinderen van Moeder Aarde (1985)
  - Het helse paradijs (Pokoli éden) (1987)
  - Het Gulden Vlies van Thule (1989)
- De val van de Vredeborch (1988)
- Een bos vol spoken (1988)
- Het wonder van Frieswijck (1991)
- De stomme van Kampen 1992) – Hendrick Avercamp néma festőről
- De doge-ring van Venetië (1994) – egy velencei utazásról, melynek célja, hogy egy apátság számára fontos ereklyét szerezzenek
- Saartje Tadema (1996) – egy árva lányról az amszterdami árvaházban
- Vrijgevochten (1998) – egy tengerészfiúról, akit rabszolgaként fogtak el
- Gekaapt! (2003)

## Thea Beckman-díj
Halála után a Historisch Nieuwsblad átnevezte a Bontekoe-díjat (a legjobb történelmi ifjúsági könyvért járó díj, amelyet 2003-ban alapítottak) Thea Beckman-díjra. 2004-ben Benny Lindelauf kapta a Negen open armen című könyvéért. 2005-ben Jean-Claude van Rijckeghem és Pat Beirs belga szerzők kapták a Jonkvrouw című regényért.

## Fordítás
Ez a szócikk részben vagy egészben  a   Thea Beckman című angol Wikipédia-szócikk ezen változatának fordításán alapul.  Az eredeti cikk szerkesztőit annak laptörténete sorolja fel. Ez a jelzés csupán a megfogalmazás eredetét és a szerzői jogokat jelzi, nem szolgál a cikkben szereplő információk forrásmegjelöléseként.